# Hình bán nguyệt

Một hình bán nguyệt với bán kính r.

Trong toán học (cụ thể là hình học), một hình bán nguyệt là quỹ tích một chiều của các điểm tạo thành một nửa đường tròn. Cung tròn của một hình bán nguyệt luôn là 180° (tương đương π radian). Nó chỉ có một trục đối xứng (đối xứng gương). Không mang tính kĩ thuật, cụm từ "hình bán nguyệt" đôi khi được dùng để chỉ nửa hình tròn, một hình hai chiều bao gồm đường kính nối hai đầu mút của cung cũng như tất cả điểm bên trong.
Theo định lý Thales, bất kỳ tam giác nội tiếp hình bán nguyệt và hai đỉnh nằm ở hai đầu mút của cung và đỉnh thứ ba nằm trên cung thì là một tam giác vuông, với góc vuông nằm ở đỉnh thứ ba.
Tất cả đường thẳng vuông góc với hình bán nguyệt đồng quy tại tâm của đường tròn chứa hình bán nguyệt đó.

## Sử dụng

Một hình bán nguyệt với trung bình công và trung bình nhân của a và b

Một hình bán nguyệt có thể dùng để dựng trung bình cộng và trung bình nhân của hai độ dài sử dụng thước thẳng và com-pa. Nếu ta vẽ hình bán nguyệt có đường kính a+b thì độ dài bán kính của nó là trung bình cộng của a và b (do bán kính bằng một nửa đường kính). Trung bình nhân có thể được tạo bằng cách chia đường kính thành hai đoạn có độ dài a và b sau đó kẻ đoạn thẳng vuông góc với đường kính nối điểm đấy và cung tròn. Độ dài của đoạn thẳng đó là trung bình nhân của a và b, và có thể chứng minh bằng định lý Pytago. Sử dụng hệ quả này ta có thể cầu phương một hình chữ nhật (do một hình vuông có cạnh bằng trung bình nhân của hai cạnh hình chữ nhật thì có diện tích bằng diện tích hình chữ nhật đó), từ đó ta có thể cầu phương bất kỳ hình nào mà có thể dựng một hình chữ nhật có diện tích không đôi, ví dụ như một đa giác bất kỳ (nhưng không phải một hình tròn).

## Phương trình
Phương trình cho hình bán nguyệt có trung điểm {\displaystyle (x_{0},y_{0})} của đường kính nối hai đầu mút và lõm từ dưới lên là:
{\displaystyle y=y_{0}+{\sqrt {r^{2}-(x-x_{0})^{2}}}.}
Nếu lõm từ trên xuống, phương trình sẽ là
{\displaystyle y=y_{0}-{\sqrt {r^{2}-(x-x_{0})^{2}}}.}

## Arbelos

Một arbelos (phần màu xám)

Một arbelos là một phần mặt phẳng giới hạn bởi ba hình bán nguyệt tiếp xúc nhau ở đầu mút và nằm trên cùng một nửa mặt phẳng với đường thẳng (đường gốc) chứa ba đường kính.
Nếu hai hình bán nguyệt nhỏ có đường kính là a và b thì diện tích của arbelos bằng diện tích của đường tròn có đường kính bằng trung bình nhân của a và b, tức là bằng abπ.